# Fræzlæt
Fræzlæt (auch: Fraezlaet, Fredslet, Fræslet oder Freslet) ist der Name eines historischen dänischen Verwaltungsgebietes im ehemaligen Herzogtum Schleswig.

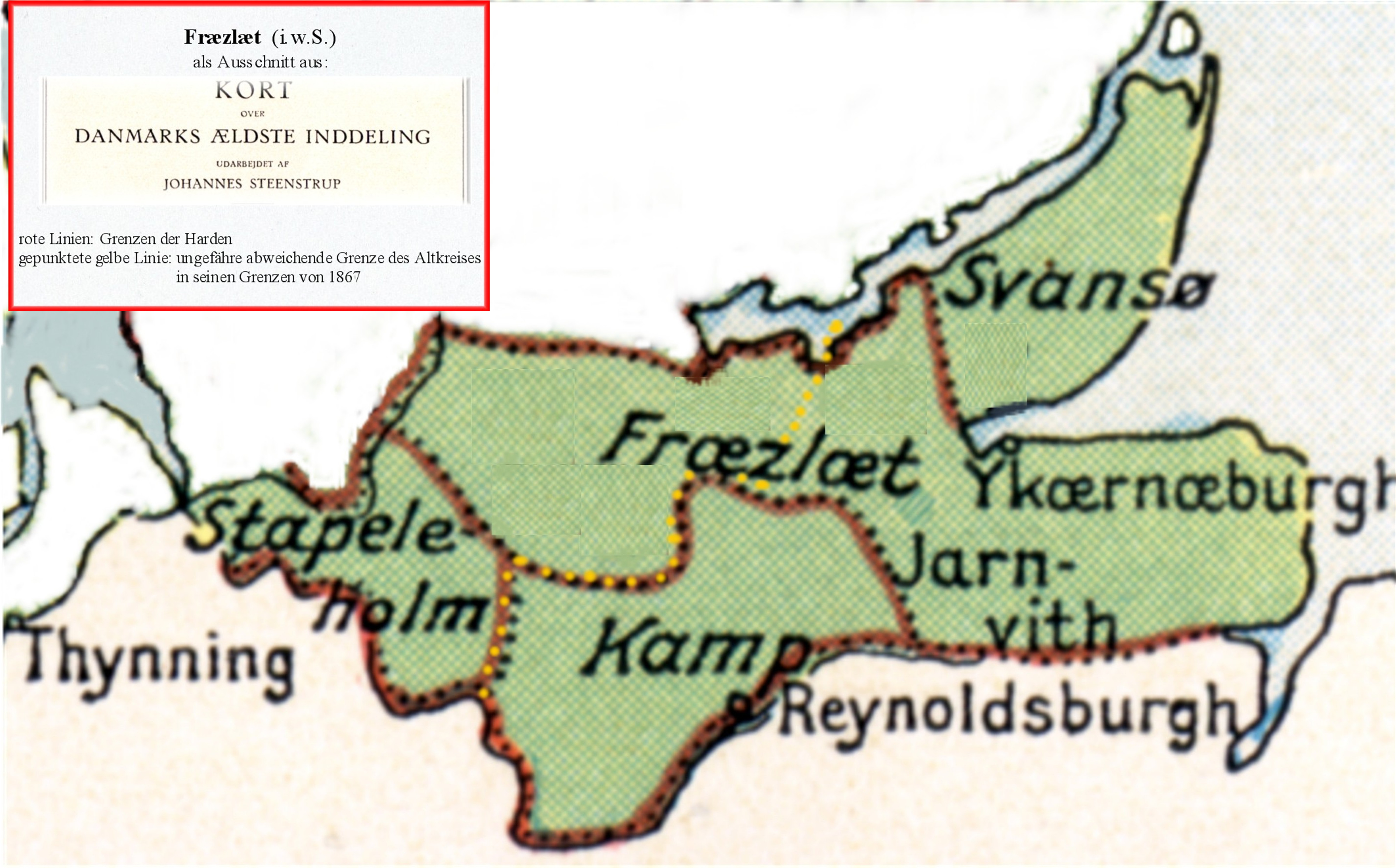
Fræzlæt

## Geschichte
Das Verwaltungsgebiet Fræzlæt bestand seit etwa 1200: In Karten, welche die Einteilungen in Syssel und Harden zum Jahr 1231 darstellen, wird das Gebiet als Schlei-Eider-Bezirk zusammengefasst. Hierzu zählen die Königsgüter Fræzlæt, Schwansen, Stapelholm, Kamp und Jarnwith. Wegen der Eigenschaft als Königsgut waren die Gebiete keine Syssel. Die später vorgenommene Einteilung in Herred (deutsch: zunächst Herde, später Harde wie der Hüttener Harde oder Hohner Harde) hatte eine Bedeutung als eine untere Verwaltungseinheit.
Erwähnung finden Teile des Gebietes in einer Urkunde vom 12. Mai 1260: Die dänische Königswitwe Mechthild von Holstein und ihre beiden Söhne Erich I. und Abel Abelsen verpfändeten ihr Krongut an Mechthilds Brüder, die Holsteiner Grafen Johann I. und Gerhard I. Zum Grundbesitz gehörten die Gebiete Fræzlæt, Stapelholm, Schwansen und Jarnwith sowie die Festung Rendsburg.
Als ein Gesamtgebiet erstreckte es sich vom Ausgang der Schlei und der Kieler Förde im Osten bis hin zur heutigen Stadt Friedrichstadt im Westen. Die nördliche Grenze bildete die Schlei-Danewerk-Treene-Linie, die südliche die Levensau-Eider-Linie. Fræzlæt kann als erster historischer Vorgänger des Altkreises Eckernförde betrachtet werden.

## Gliederung
Das Gesamtverwaltungsgebiet Fræzlæt war ursprünglich untergliedert in:
- Fræzlæt im engeren Sinne: 
  - die Landschaften Dänischer Wohld (Jarnvith später: Jernved), Hütten samt den Hüttener Bergen und die Landschaft zwischen der Stadt Schleswig, Kropp und Bergenhusen,
- Schwansen (Svansø)
- Stapelholm (Stapeleholm)
- Kamp  (ein Landstück zwischen Rendsburg, Kropp und Friedrichsholm), zeitweise samt der Festung Reynoldsburgh (Rendsburg)
- das Sondergebiet Eckernförde (Ykærnæburgh), von dem aus Fræzlæt verwaltet wurde.

Der Sonderstatus Eckernfördes beruhte auf einer Norm (3. Buch, Kapitel 61, § 2) des Jütischen Rechts (dän.: Jyske Lov, niederd.: Jütsche Low): Hiernach gehörte der Ort aufgrund seiner Entstehung auf einem Küstenstreifen rein rechtlich nicht zum Staate Dänemark, sondern er war Privatbesitz des dänischen Königs.
Das Gesamtverwaltungsgebiet Fræzlæt ist in seiner Ausdehnung annähernd identisch mit der etwa zwischen 931 und 935 eingerichteten sächsischen Mark Schleswig (auch: Dänische Mark) sowie dem ehemaligen Kreis Eckernförde in seinen ersten Grenzen zwischen 1867 und 1878.